# 7327 Crawford
7327 Crawford este un asteroid din centura principală, descoperit pe 6 septembrie 1983, de Edward Bowell.